# Palmarès del Liverpool Football Club
Il Liverpool Football Club, o noto più comunemente solo come Liverpool, è una società calcistica inglese con sede a Liverpool; milita nella Premier League, della quale è stata uno dei fondatori, ed è affiliato alla Football Association.
Con 67 trofei ufficiali è la squadra più titolata d'Inghilterra e uno dei club più titolati del mondo. A livello nazionale il club si è aggiudicato 20 campionati, 8 Coppe d'Inghilterra, 10 Coppe di Lega, 16 (di cui 5 condivise) Supercoppe d'Inghilterra e 1 Supercoppa di lega inglese (trofeo disputato nella stagione 1985-86, prima annata dell'esclusione dei club inglesi dalle coppe europee post-Heysel, dalle squadre inglesi qualificatesi per le competizioni UEFA di quella stagione). A livello internazionale ha vinto 6 Coppe dei Campioni/Champions League, 3 Coppe UEFA, 4 Supercoppe europee (tutti e tre record inglesi), 1 Coppa del mondo per club FIFA, trofei grazie ai quali risulta il primo club inglese per titoli internazionali vinti, davanti al Manchester United ed al Chelsea.
L'elenco che segue riassume le prestazioni del Liverpool Football Club nelle diverse competizioni inglesi ed europee. Con sei Coppe dei Campioni, il Liverpool è il terzo club di maggior successo nella competizione, assieme al Bayern Monaco, dopo Real Madrid (14) e Milan (7).
Il Liverpool è inoltre uno dei sei club a cui è stato assegnato il c.d. multiple-winner badge; il club l'ottenne vincendo la sua quinta Coppa dei campioni nel 2005.
Il Liverpool, oltre a essere la squadra più titolata nella massima divisione (alla pari con il Manchester United) è il club britannico più titolato nelle competizioni europee e il club britannico ad aver vinto più volte la Coppa dei Campioni/Champions League.

## Competizioni nazionali
- Campionato inglese: 20  (record condiviso con il Manchester Utd)

1900-1901, 1905-1906, 1921-1922, 1922-1923, 1946-1947, 1963-1964, 1965-1966, 1972-1973, 1975-1976, 1976-1977, 1978-1979, 1979-1980, 1981-1982, 1982-1983, 1983-1984, 1985-1986, 1987-1988, 1989-1990, 2019-2020, 2024-2025
- Coppa d'Inghilterra: 8

1964-1965, 1973-1974, 1985-1986, 1988-1989, 1991-1992, 2000-2001, 2005-2006, 2021-2022
- Coppa di Lega inglese: 10

1980-1981, 1981-1982, 1982-1983, 1983-1984, 1994-1995, 2000-2001, 2002-2003, 2011-2012, 2021-2022, 2023-2024
- Charity/Community Shield: 16

1964, 1965, 1966, 1974, 1976, 1977, 1979, 1980, 1982, 1986, 1988, 1989, 1990, 2001, 2006, 2022
- Campionato inglese di seconda divisione: 4

1893-1894, 1895-1896, 1904-1905, 1961-1962

## Competizioni internazionali
- Coppa dei Campioni/UEFA Champions League: 6  (record inglese)

1976-1977, 1977-1978, 1980-1981, 1983-1984, 2004-2005, 2018-2019
- Coppa UEFA: 3  (record inglese condiviso con il Tottenham)

1972-1973, 1975-1976, 2000-2001
- Supercoppa UEFA: 4  (record inglese)

1977, 2001, 2005, 2019
- Coppa del mondo per club: 1  (record inglese condiviso con Manchester Utd, Chelsea e Manchester City)

2019

## Competizioni regionali
- Lancashire Senior Cup: 13

## Competizioni giovanili
- FA Youth Cup: 4

1995-1996, 2005-2006, 2006-2007, 2018-2019
- Milk Cup: 1

1988

## Altri piazzamenti
- Campionato inglese:

Secondo posto: 1898-1899, 1909-1910, 1968-1969, 1973-1974, 1974-1975, 1977-1978, 1986-1987, 1988-1989, 1990-1991, 2001-2002, 2008-2009, 2013-2014, 2018-2019, 2021-2022
Terzo posto: 1967-1968, 1971-1972, 1995-1996, 1997-1998, 2000-2001, 2005-2006, 2006-2007, 2020-2021, 2023-2024
- Coppa d'Inghilterra:

Finalista: 1913-1914, 1949-1950, 1970-1971, 1976-1977, 1987-1988, 1995-1996, 2011−2012
Semifinalista: 1896-1897, 1898-1899, 1905-1906, 1962-1963, 1978-1979, 1979-1980, 1984-1985, 1989-1990, 2014-2015
- Coppa di Lega inglese:

Finalista: 1977-1978, 1986-1987, 2004-2005, 2015-2016, 2024-2025
Semifinalista: 1979-1980, 1985-1986, 1997-1998, 2014-2015, 2016-2017
- Community Shield:

Finalista: 1922, 1965, 1971, 1977, 1983, 1984, 1992, 2002, 2019, 2020, 2025
- Campionato inglese di seconda divisione:

Terzo posto: 1955-1956, 1956-1957, 1959-1960, 1960-1961
- Coppa dei Campioni/UEFA Champions League:

Finalista: 1984-1985, 2006-2007, 2017-2018, 2021-2022
Semifinalista: 2007-2008
- UEFA Europa League:

Finalista: 2015-2016
Semifinalista: 2009-2010
- Coppa delle Coppe:

Finalista: 1965-1966
- Supercoppa UEFA:

Finalista: 1978, 1984
- Coppa Intercontinentale:

Finalista: 1981, 1984
- Coppa del mondo per club:

Finalista: 2005
- Mercantile Credit Centenary Trophy:

Semifinalista: 1988